# On Every Street (песня)
On Every Street (с англ. — «На каждой улице») — третий по дате выхода сингл и вторая по списку песня с одноименного альбома английской рок-группы Dire Straits. Содержит энергичную инструментальную концовку в исполнении двух гитар, педальной слайд-гитары, фортепиано, саксофона и ритм-секции. Вошла также в несколько альбомов-сборников.

## Текст и трактовки
Оригинальный текст написан Марком Нопфлером.
Начальный куплет. Лирический герой разыскивает следы неназванной женщины. Приводится её психологический портрет: обиженный вид, смесь святости и греха, удовольствия и боли. Рефрен «твое лицо я ищу на каждой улице» повторяется затем в конце каждого куплета.
Второй куплет. Персонаж, названный как Ladykiller («Сердцеед»), имеющий тату и «серебряные шпоры на пятках», сообщает герою: «А что мне сказать? Она сама бросилась под колеса. Опасная дорога и опасный груз». В жарком воздухе разрываются «фейерверки свободы».
Автор ничего не сообщил о личности «губителя женщины», как и о природе «фейерверков свободы», оставляя поле для трактовок. Сторонники прямого прочтения считают, что женщина погибла (возможно, самоубийство) в дорожном инциденте, а герой находится в Нью-Йорке во время празднования Дня Независимости. Любители скрытых смыслов представляют Ladykiller как «разбивателя женских сердец», с которым героиня вступила в связь по собственной инициативе («бросилась под колеса»). Фейерверки могут иметь метафорическое значение и «взрываться» в голове у героя после беседы с Ladykiller.
Третий куплет. Герой образно рассказывает о том, что видит и слышит вокруг. «Трехаккордная симфония грохочет, луна висит вниз головой». Он не знает, зачем продолжает «заниматься этим делом в алчном городе». Женщина не обнаруживается, ему кажется, что он зря тратит время. Финальные слова: «Каждая победа имеет привкус сладкой горечи, и твое лицо я ищу на каждой улице».
Инструментальная концовка. В течение почти двух минут, с нарастающей громкостью и усложняющимся рисунком повторяется одна и та же четырехтакная фраза. В ней можно услышать как готовность героя жить дальше после случившегося, так и, напротив, его отчаяние, зацикленность на переживании.

## Участники записи
- Марк Нопфлер — вокал, гитара
- Джон Иллсли — бас-гитара
- Алан Кларк — клавишные
- Гай Флетчер — гитара
- Пол Франклин — педальная слайд-гитара
- Крис Уайт — саксофон
- Джефф Поркаро — ударные

Инженерами записи были Чак Эйнли, Чарли Эйнли и Билл Шни.

## Переиздания
On Every Street была включена в 1992 году в сборник рок-хитов Classic Rock Box: WNEW-FM 25th Anniversary Box, выпущенный компанией PolyGram к 25-летию американской радиостанции WNEW-FM.
В 1993 году удлиненная концертная версия продолжительностью 7 минут вошла в трек-лист CD и DVD, изданных по итогам концертного тура On the Night.
В 1998 году она оказалась в сборнике Sultans of Swing: The Very Best of Dire Straits компании Universal.
В сборник The Best of Dire Straits & Mark Knopfler: Private Investigations песня вошла в 2005 году.